# Lomatium leptocarpum
Lomatium leptocarpum är en flockblommig växtart som först beskrevs av John Torrey och Asa Gray, och fick sitt nu gällande namn av John Merle Coulter och Joseph Nelson Rose. Lomatium leptocarpum ingår i släktet Lomatium och familjen flockblommiga växter. Inga underarter finns listade i Catalogue of Life.